# Cerkiew św. Dymitra w Roztoce Wielkiej
Cerkiew św. Dymitra w Roztoce Wielkiej – dawna łemkowska cerkiew greckokatolicka wzniesiona w 1819 znajdująca się w Roztoce Wielkiej w gminie Łabowa.
Od 1947 użytkowana jako kościół filialny parafii rzymskokatolickiej Matki Bożej Anielskiej w Nowej Wsi.
Obiekt wpisany na listę zabytków w 1964, ale nie włączony do szlaku architektury drewnianej województwa małopolskiego. To typowa cerkiew zachodniołemkowska.

## Historia
Już w XVII wieku istniała w Roztoce Wielkiej cerkiew. Obecnie istniejącą wzniesiono w 1819. Remontowana w 1881. W 1938 całość wnętrza odnowiono na jubileusz chrztu Rusi. Po 1947 została przejęta przez kościół rzymskokatolicki ponieważ większość mieszkańców wsi wyjechała w 1945 do ZSRR.

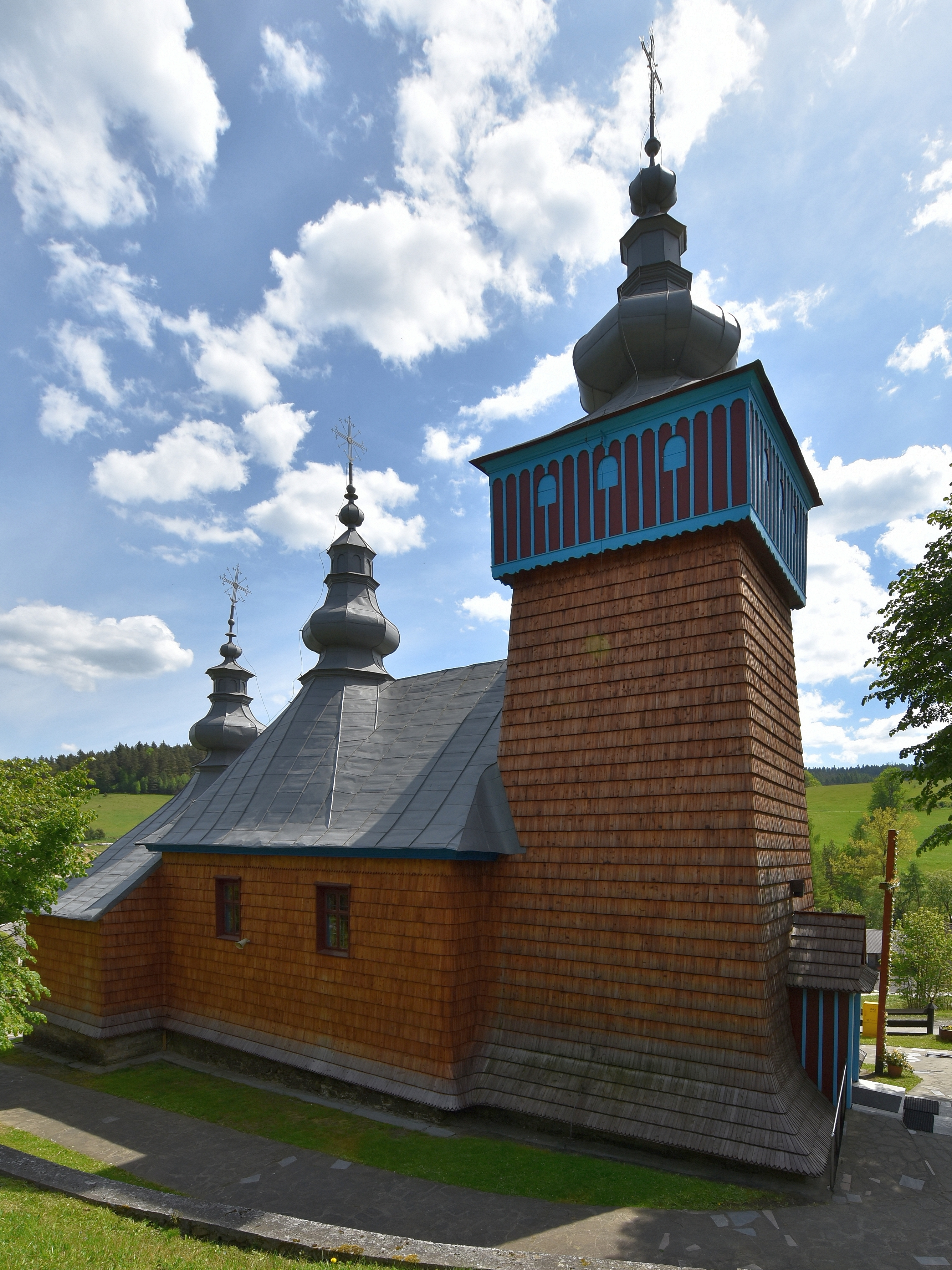
Elewacja zachodnia
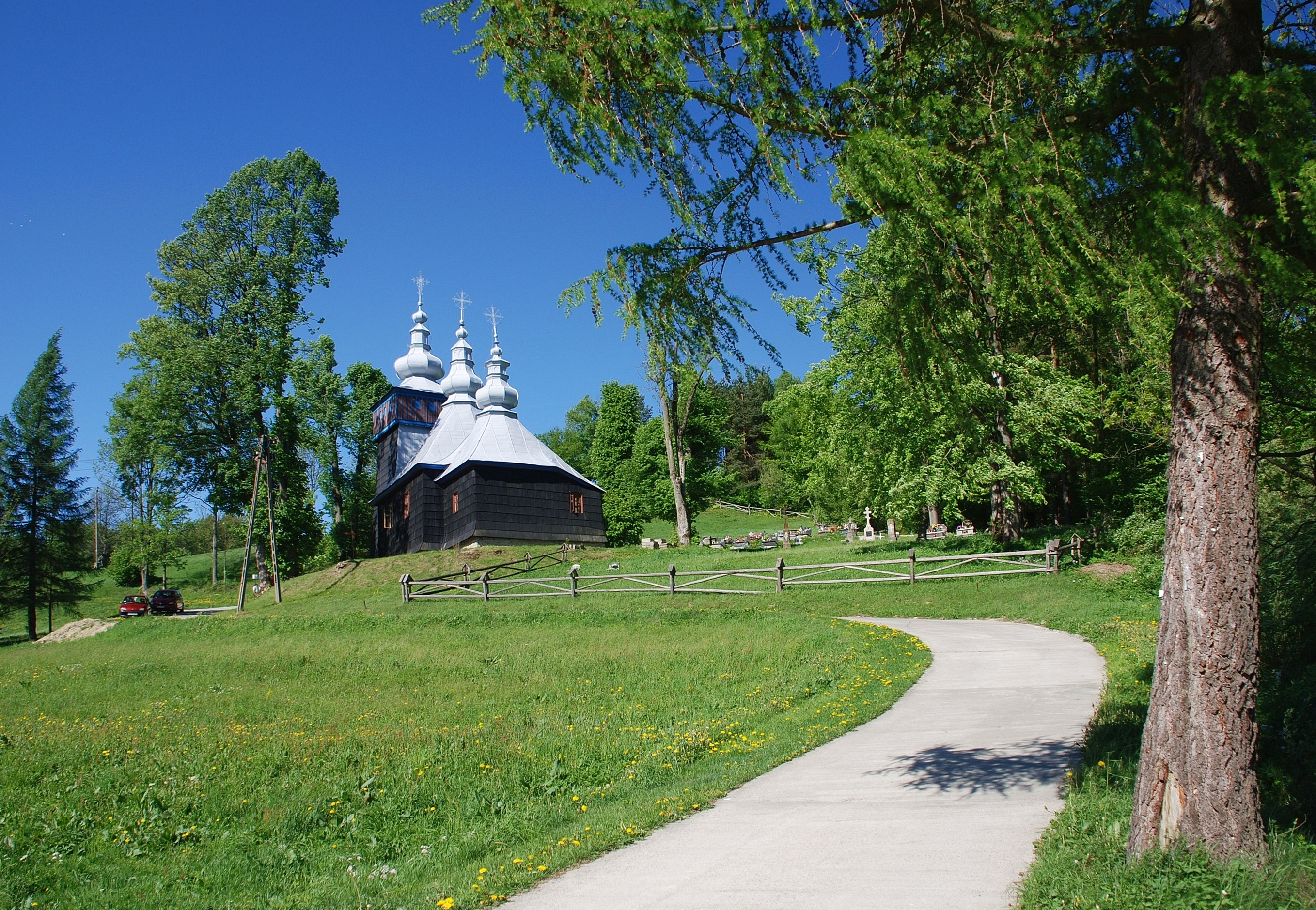
Widok ogólny
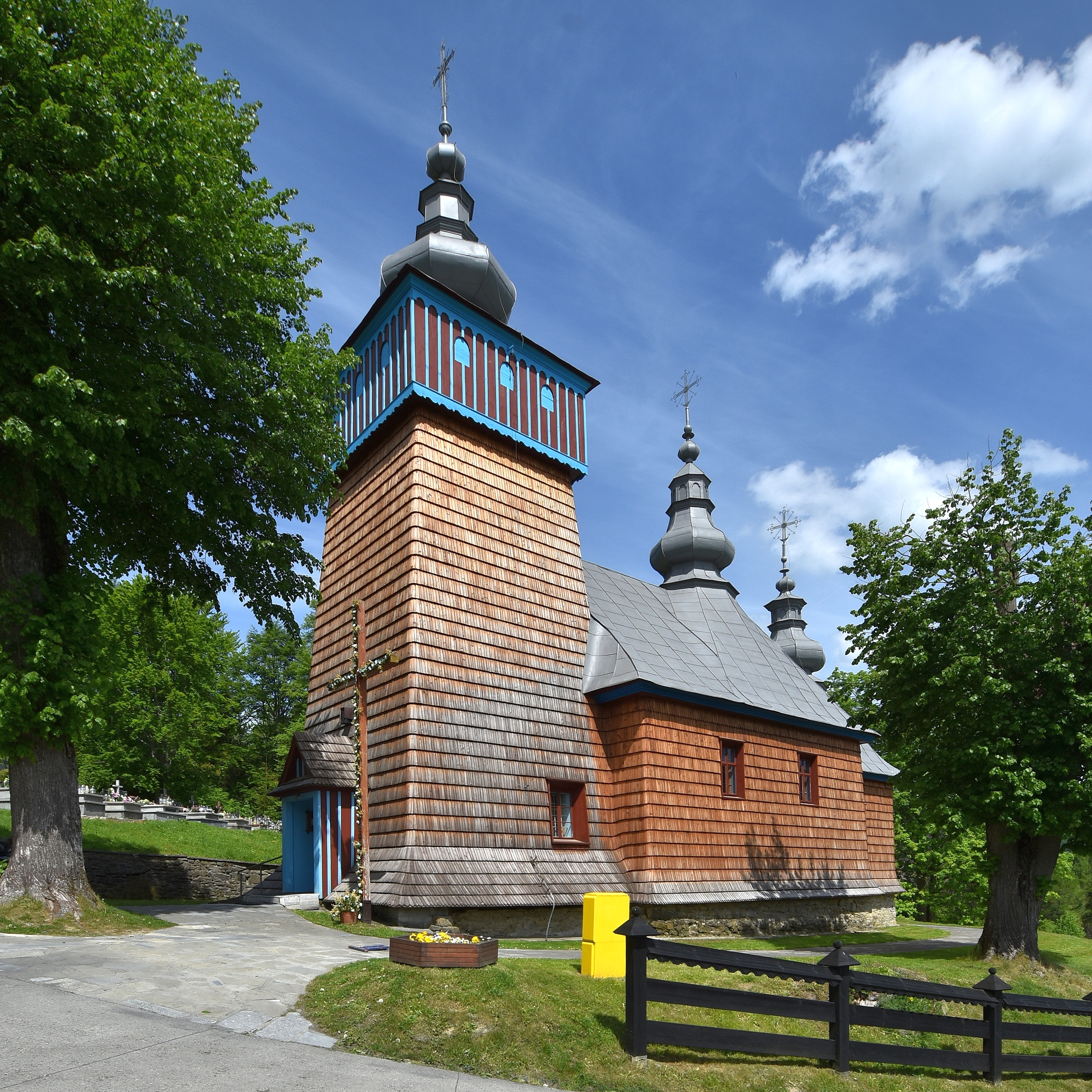
Elewacja południowa

## Architektura i wyposażenie
Jest to budowla drewniana konstrukcji zrębowej, trójdzielna, nieorientowana-prezbiterium skierowane ku północy. Prezbiterium w kształcie kwadratu, z szerszą nawą i babińcem objętym słupami cebulastej wieży z malowaną niebiesko-rudą izbicą z dzwonem z 1695 i drugim Janem Chrzcicielem oraz z sygnaturką z 1981. Dachy kryte blachą typu namiotowego przechodzące w dwuspadowe z baniastymi hełmami. Ściany pokryte gontem.
We wnętrzu płaskie stropy i ściany ozdobione polichromią figuralną z 1940. Na stropie nawy Sąd Ostateczny a na ścianach św. Michał Archanioł zabijający diabła i św. Jerzy zabijający smoka. Nawę od prezbiterium oddziela niekompletny ikonostas z końca XIX wieku. Brakuje środkowych ikon namiestnych i carskie i diakońskie wrota. Zachowały się także klasycystyczne ołtarze i lichtarze, chór muzyczny późnobarokowy z wypukłym parapetem, krucyfiks ludowy z początku XIX wieku.

## Wokół cerkwi
Obok świątyni znajduje się mały cmentarz, na którym stoi kilka starych łemkowskich nagrobków.